# Hřibiny-Ledská
Hřibiny-Ledská è un comune della Repubblica Ceca facente parte del distretto di Rychnov nad Kněžnou nella regione di Hradec Králové.